# Unione Sportiva Ivrea 1962-1963
Questa pagina raccoglie le informazioni riguardanti l'Unione Sportiva Ivrea nelle competizioni ufficiali della stagione 1962-1963.

## Rosa
| N. |                   | Ruolo | Calciatore        |
| -- | ----------------- | ----- | ----------------- |
|    | Italia (bandiera) | C     | Giuseppe Alberti  |
|    | Italia (bandiera) | A     | Roberto Andorlini |
|    | Italia (bandiera) | D     | Andrea Arcudi     |
|    | Italia (bandiera) | C     | Romano Bertetto   |
|    | Italia (bandiera) | P     | Giuliano Biggi    |
|    | Italia (bandiera) | C     | Ermanno Bonicatto |
|    | Italia (bandiera) | A     | Alberto Duvina    |
|    | Italia (bandiera) | C     | Italo Ferrari     |
|    | Italia (bandiera) |       | Genovesio         |
|    | Italia (bandiera) | D     | Renzo Grazziutti  |

| N. |                   | Ruolo | Calciatore        |
| -- | ----------------- | ----- | ----------------- |
|    | Italia (bandiera) | C     | Mario Invernizzi  |
|    | Italia (bandiera) | D     | Pietro Maroso     |
|    | Italia (bandiera) | C     | Gianluigi Negri   |
|    | Italia (bandiera) | D     | Angelo Orlando    |
|    | Italia (bandiera) | C     | Carlo Pini        |
|    | Italia (bandiera) | C     | Oreste Poggio     |
|    | Italia (bandiera) | A     | Nunzio Santoro    |
|    | Italia (bandiera) | C     | Sergio Sattolo    |
|    | Italia (bandiera) | A     | Alessandro Stocco |